# Aabra (jezioro)
Aabra (est. Aabra järv, Aabri järv, Peetra järv, Raudjärv, Raudnurme järv, Peetva järv) – jezioro w Estonii,  w prowincji Valgamaa, w gminie Rõuge. Należy do pojezierza Haanja (est. Hannja järved). Położone jest na wschód od wsi Aabra. Ma powierzchnię 1,5 ha, linię brzegową o długości 1085 m, długość 145 m i szerokość 100 m. Sąsiaduje z jeziorami Viitina Järvekülä, Salujärv, Palujüri, Hanija, Viitina Karijärv. Położone jest na terenie obszaru chronionego krajobrazu Haanja (est. Haanja looduspark).